# Svatý stolec
Svatý stolec (dříve nazývaný též Svatá stolice, latinsky Sancta Sedes, italsky Santa Sede), též Apoštolský či Petrův stolec, je úřad římského biskupa. V širším pojetí, které definuje i kanonické právo (kánon 361 CIC), zahrnuje nejen papeže, ale celou Římskou kurii. Svatý stolec na rozdíl od Vatikánu není státem, ale zvláštním subjektem mezinárodního práva.

## Charakteristika

Znak Svatého stolce

Pojem Svatý stolec, který se používá od raného křesťanství, se významově liší od pojmu Vatikánský městský stát, který vznikl až v roce 1929. Svatý stolec je hlavním biskupským stolcem římskokatolických věřících po celém světě. Dokumenty Vatikánského státu jsou zveřejňovány v italštině; oficiální dokumenty Svatého stolce jsou vydávány hlavně latinsky. Svatý stolec sice není stát, ale je subjektem mezinárodního práva, a proto vydává diplomatické a služební pasy.
Titul svatého stolce příslušel kromě papežského stolce též stolci mohučského arcibiskupa.